# David Fischerov
David Fischerov –en búlgaro, Давид Фишеров– (nacido David Fischer, 3 de noviembre de 1998) es un deportista búlgaro de origen austríaco que compite en halterofilia. Ganó una medalla de oro en el Campeonato Europeo de Halterofilia de 2022, en la categoría de 102 kg.

## Palmarés internacional
| Campeonato Europeo | Campeonato Europeo | Campeonato Europeo | Campeonato Europeo |
| Año                | Lugar              | Medalla            | Categoría          |
| ------------------ | ------------------ | ------------------ | ------------------ |
| 2022               | Tirana (Albania)   | Medalla de oro     | 102 kg             |